# Heterodontyzm

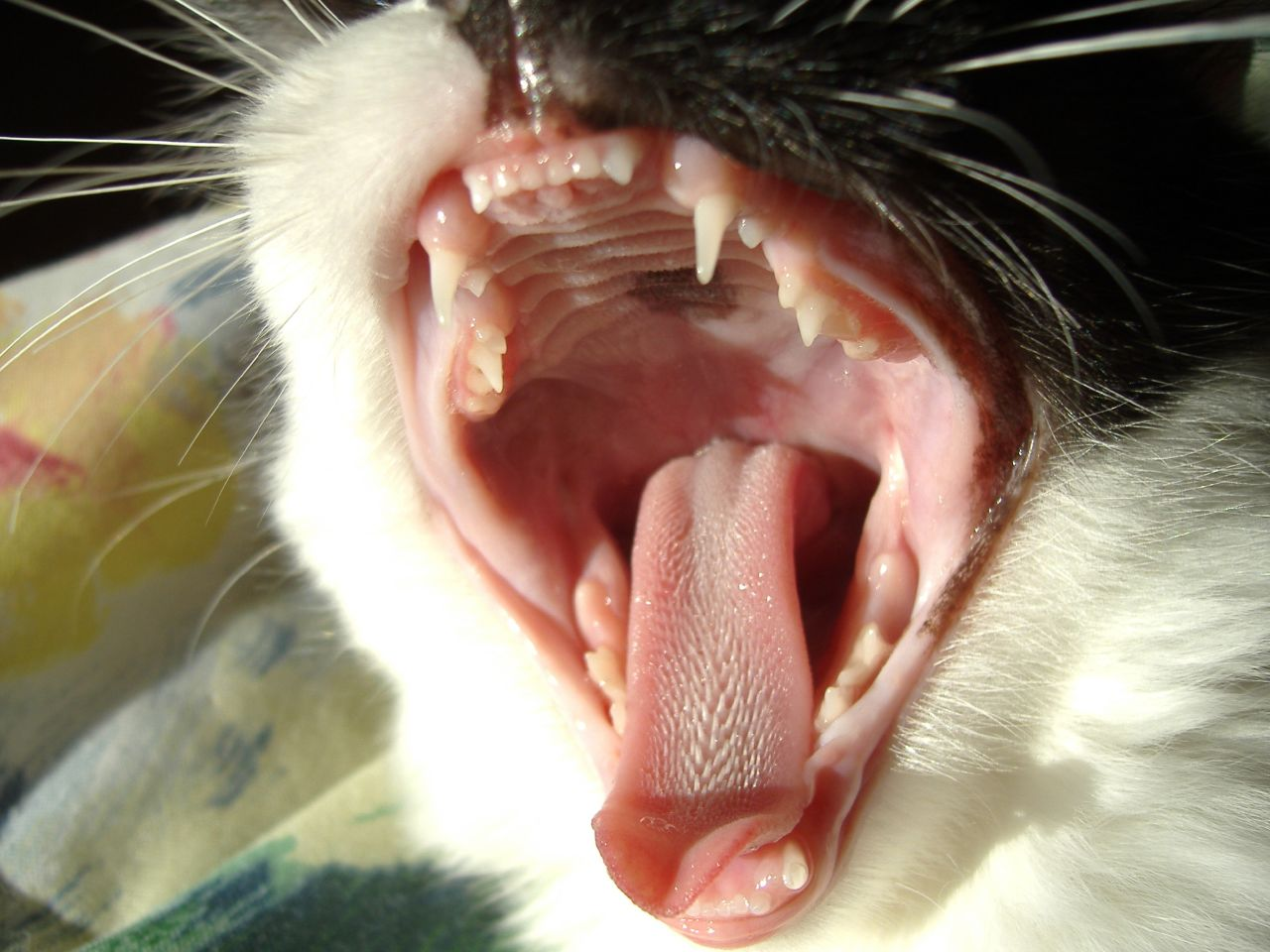
Uzębienie kota

Heterodontyzm, uzębienie heterodontyczne, uzębienie heterodontowe – rodzaj uzębienia charakteryzujący się zróżnicowaniem kształtów i wielkości zębów w zależności od ich przeznaczenia. Spotykany u gadów i u ssaków.
W przypadku typowego uzębienia heterodontycznego u ssaków wyróżnia się cztery podstawowe typy funkcjonalne zębów:
- zęby sieczne, czyli siekacze – są najbardziej wysunięte do przodu
- kły służące do chwytania pokarmu i rozrywania go na mniejsze kawałki
- zęby boczne, zwane również policzkowymi wykorzystywane do miażdżenia i rozcierania pokarmu do których zaliczane są:
  - przedtrzonowce
  - trzonowce

Poszczególne gatunki o uzębieniu heterodontycznym mają ustaloną liczbę zębów. Opis rozmieszczenia zębów danego gatunku określa wzór zębowy (formuła zębowa).